# Platanthera leucophaea
Platanthéra leucophaéa (лат.) — вид цветковых растений, входящий в род Любка (Platanthera) семейства Орхидные (Orchidaceae).
Распространена на северо-востоке Северной Америки.

## Ботаническое описание
Многолетнее травянистое растение, иногда достигающее 100 см в высоту. Стебель полый, зелёный, голый. Листья в числе 3—9, до 20 см длиной и около 1,5—3,5 см шириной, ланцетовидной, узколанцетовидной или яйцевидно-ланцетовидной формы.
Соцветие — колос 8—20 см длиной, разреженный до довольно густого. Цветки приметные, декоративные, ароматные, белого цвета, с прицветниками до 5 см длиной. Боковые чашелистики оттопыренные. Лепестки обратнояйцевидой, реже вееровидной формы, с изорванно-бахромчатым краем. Губа разделена на три вееровидные бахромчатые лопасти, шпорец 28—47 мм длиной, тонкий, с утолщением на конце.
Диплоидный набор хромосом — 2n = 42.

## Распространение
Platanthera leucophaea распространена на северо-востоке Северной Америки, произрастает по прериям, по болотам и берегам озёр, по заброшенным полям. На севере ареал заходит в Онтарио, на юге — в Иллинойс и Миссури, на востоке — в Пенсильванию и Мэн. В Оклахоме и Нью-Йорке, откуда также известна, по-видимому, больше не встречается.

## Таксономия

### Синонимы
- Blephariglottis leucophaea (Nutt.) Rydb., 1901
- Fimbriella leucophaea (Nutt.) Butzin, 1981
- Habenaria leucophaea (Nutt.) A.Gray, 1867
- Orchis leucophaea Nutt., 1835basionym